# 1899년 블리자드
1899년 블리자드는 1899년 미국 남부 지역 일대에 발생한 전례없는 블리자드를 말한다.

## 기록
2월 11일 플로리다부터 메인에 이르는 동해안의 전지역에 기온이 화씨 영하까지 떨어지는 한파가 몰아닥쳤다. 그 기록은 다음과 같다:
- 케이프 메이 (뉴저지주): 0 °F (−17.8 °C) - 역대 최저 기온
- 게인즈빌 (플로리다주): 6 °F (−14.4 °C) - 역대 최저 기온
- 탤러해시 (플로리다주): −2 °F (−18.9 °C) - 플로리다주에서 유일하게 화씨 영하가 기록됨
- 다이아몬드 (조지아주): −12 °F (−24.4 °C)
- 애틀랜타 (조지아주): −9 °F (−22.8 °C) - 역대 최저 기온
- 샌디훅 (켄터키주): −33 °F (−36.1 °C)
- 민덴 (루이지애나주): −16 °F (−26.7 °C) - 루이지애나주 역대 최저 기온
- 포트 로건 (몬태나주): −61 °F (−51.7 °C)
- 캠프 클라크 (네브래스카주): −47 °F (−43.9 °C) - 네브래스카주 역대 최저 기온과 동률
- 롤리 (노스캐롤라이나주): −2 °F (−18.9 °C)
- 밀리건 (오하이오주): −39 °F (−39.4 °C) - 오하이오주 역대 최저 기온
- 로렌스빌 (펜실베이니아주): −39 °F (−39.4 °C)
- 마리엔빌 (펜실베이니아주): −40 °F (−40 °C)
- 피츠버그 (펜실베이니아주): −20 °F (−28.9 °C) - 1994년 1월 19일 이전까지 역대 최저 기온
- 캔자스시티 (미주리주): −22 °F (−30 °C) - 1989년 12월 한파 이전까지 역대 최저 기온
- 컬럼비아 (미주리주): −26 °F (−32.2 °C) - 역대 최저 기온
- 샌턱 (사우스캐롤라이나주): −11 °F (−23.9 °C)
- 해리슨 (아칸소주): −24 °F (−31.1 °C) - 역대 최저 기온
- 에라스무스 (테네시주): −20 °F (−28.9 °C)
- 오스틴 (텍사스주): −1 °F (−18.3 °C)
- 댈러스 (텍사스주): −8 °F (−22.2 °C) - 역대 최저 기온
- 샌안토니오 (텍사스주): 4 °F (−15.6 °C)
- 몬테레이 (버지니아주): −29 °F (−33.9 °C) - 1985년까지 역대 최저 기온
- 데이턴 (웨스트버지니아주): −35 °F (−37.2 °C)
- 워싱턴 D.C. : −15 °F (−26.1 °C) 역대 최저 기온
- 앨투너 (펜실베이니아주): −22 °F (−30 °C) - 1994년 1월 18일 이전까지 역대 최저 기온

## 폭설
2월 12일 눈이 내리기 시작했다. 눈폭풍은 플로리다반도를 지나 미국 동부로 북상해갔다. 하이 포인트에서는 2월 11일 적설량은 10~12 인치(25~30cm)를 기록하고, 최저온도는 11일에는 10 °F (−12 °C), 13일에는 5 °F (−15 °C), 14일에는 3 °F (−16 °C)를 기록하였다. 워싱턴 D.C.는 적설량 20.5 인치(52 cm)를 기록하여 역대 최고 적설량을 기록하였다. 케이프 메이는 34인치(86 cm)의 적설량을 기록해 뉴저지주 최고 적설량을 기록하였다.
2월 13일 뉴올리언스 주의 항만이 모두 얼어버렸다.
2월 14일 마이애미의 최저 온도가 29 °F (−2 °C)를 기록해 역대 2위의 최저 기온을 기록하였다. 뉴욕의 센트럴 파크는 16 인치(41 cm)의 적설량을 기록해 역대 3위의 적설량을 기록하였다.